# Daniele Bennati
Daniele Bennati (født 24. september 1980 i Arezzo) er en italiensk cykelrytter, der kører for det professionelle cykelhold Movistar Team.
Han cyklede for Liquigas fra 2008 til slutningen af 2010-sæsonen. Han skiftede i 2011 til det luxembourgske cykelhold Trek-Segafredo. Bennati har sin største force i spurterne, som har ført til 9 etapesejre i grand tours (+2 i holdtidskørsel), samt point-trøjen i både Giro d'Italia og Vuelta á España.
I januar 2013 skiftede han til det danske mandskab Team Saxo-Tinkoff.